# جانغ جو-يون
جانغ جو-يون (هانغل: 장조윤) هو لاعب كرة قدم كوري جنوبي في مركز الهجوم، ولد في 1988 في كوريا الجنوبية. شارك مع منتخب كوريا الجنوبية تحت 17 سنة لكرة القدم. أما مع النوادي، فقد لعب مع باليستيير خالسا وجونبك هيونداي موتورز ووودلاندز ويلينغتون.

## وصلات خارجية
- جانغ جو-يون على موقع دوري كوريا الجنوبية (الإنجليزية)
- جانغ جو-يون على موقع قاعدة بيانات كرة القدم.إي يو (الإنجليزية)
- جانغ جو-يون على موقع Soccerway.com (الإنجليزية)